# Тея Луїз Штьєрнесунн
Теа Луїз Штьєрнесунн (норв. Thea Louise Stjernesund) — норвезька гірськолижниця, олімпійська медалістка, чемпіонка світу. 
Золоту медаль чемпіонки світу Штьєрнесунн виборола в комадних паралельних змаганнях на світовій першості 2021 року, що проходила в італійській Кортіні-д'Ампеццо.

## Виступи на Олімпійських іграх
| Рік  | Місце проведення | СЛ | ГС | СГ | ШС | КМ | КЗ |
| ---- | ---------------- | -- | -- | -- | -- | -- | -- |
| 2022 | Пекін, Китай     | 15 | 6  | —  | —  | —  | 3  |

## Виступи на чемпіонатах світу
| Рік  | Місце проведення          | СЛ | ГС   | СГ  | ШС | КМ | КЗ |
| ---- | ------------------------- | -- | ---- | --- | -- | -- | -- |
| 2019 | Оре, Швеція               | —  | 18   | —   | —  | —  | 5  |
| 2021 | Кортіна-д'Ампеццо, Італія | 22 | DNS2 | DNQ | —  | —  | 1  |